# Julia (język programowania)
Julia – dynamiczny język programowania.

## Cele
Język stworzony do obliczeń numerycznych, powstały w odpowiedzi na niską wydajność popularnych wysokopoziomowych języków programowania.

## Historia
Prace nad Julią rozpoczęły się w 2009 roku, kiedy Jeff Bezanson, Stefan Karpiński, Viral B. Shah i Alan Edelman postanowili stworzyć język, który byłby zarówno wysoko poziomowy, jak i szybki. W dniu 14 lutego 2012 r.zespół uruchomił stronę internetową zawierającą post na blogu wyjaśniający misję języka.

## Właściwości
Szczególną własnością Julii jest „wielokrotne wysyłanie” (tj. wybór implementacji funkcji w oparciu o typ każdego z argumentów funkcji), które pozwala rozszerzać istniejące funkcje lub definiować niestandardowe i złożone zachowanie dla nowych typów.
Od innych dynamicznych języków programowania (R, Python) Julia odróżnia się również możliwością deklarowania typów przez użytkownika.

## Środowisko programistyczne
Najprostszym sposobem korzystania z Julii jest REPL.